# Хоропан
Хоропан или Стенимакос (грч. Στενήμαχος, до 1953. грч. Χοροπάνι) је насељено место у општини Негуш у периферији Средишња Македонија, Грчка. Према попису из 2021. године било је 639 становника.
Хоропан је разрушен током Негушког устанка 1822. године. Касније су у Хоропану повремено боравиле аромунске сточарске породице. Након Балканских ратова у Хоропан су насељене грчке избеглице из Асеновграда (Станимака) у Бугарској, а касније грчке избеглице из Турске и Каракачани. На попису из 1991. године у Хоропану је било 806 становника, од којих је 80 % пореклом из Асеновграда.